# Badia Wager
La badia Wager o badia Ukkusiksalik és una estret braç de mar de la regió de Kivalliq, Nunavut, Canadà, que s'obre a l'est de l'estret de Roes Welcome, a l'extrem nord-oest de la badia de Hudson. És envoltada pel Parc Nacional d'Ukkusiksalik.

## Història
La badia de Wager va ser cartografiada per primera vegada per Christopher Middleton durant la seva exploració a l'Àrtida de 1742. Li va posar el nom de Sir Charles Wager i va quedar atrapat a la badia durant tres setmanes fins que el gel va marxar de l'estret de Roes Welcome. El 1747 William Moor va comandar una expedició a la badia.

## Geografia
La badia és una llarga entrada que s'estén per la tundra. La seva línia de costa és de 150 km de llargada i drena una superfície de 28.551 km2 a través de nombrosos rius petits, inclosos el riu Brown i el riu Sila. Els llacs North, South, Brown i Ford són a prop.